# 东风8CJ型柴油机车
东风8CJ型柴油机车（DF8CJ）是中国铁路的柴油机车车型之一，由戚墅堰机车车辆厂设计制造，但没有投入批量生产。

## 概要

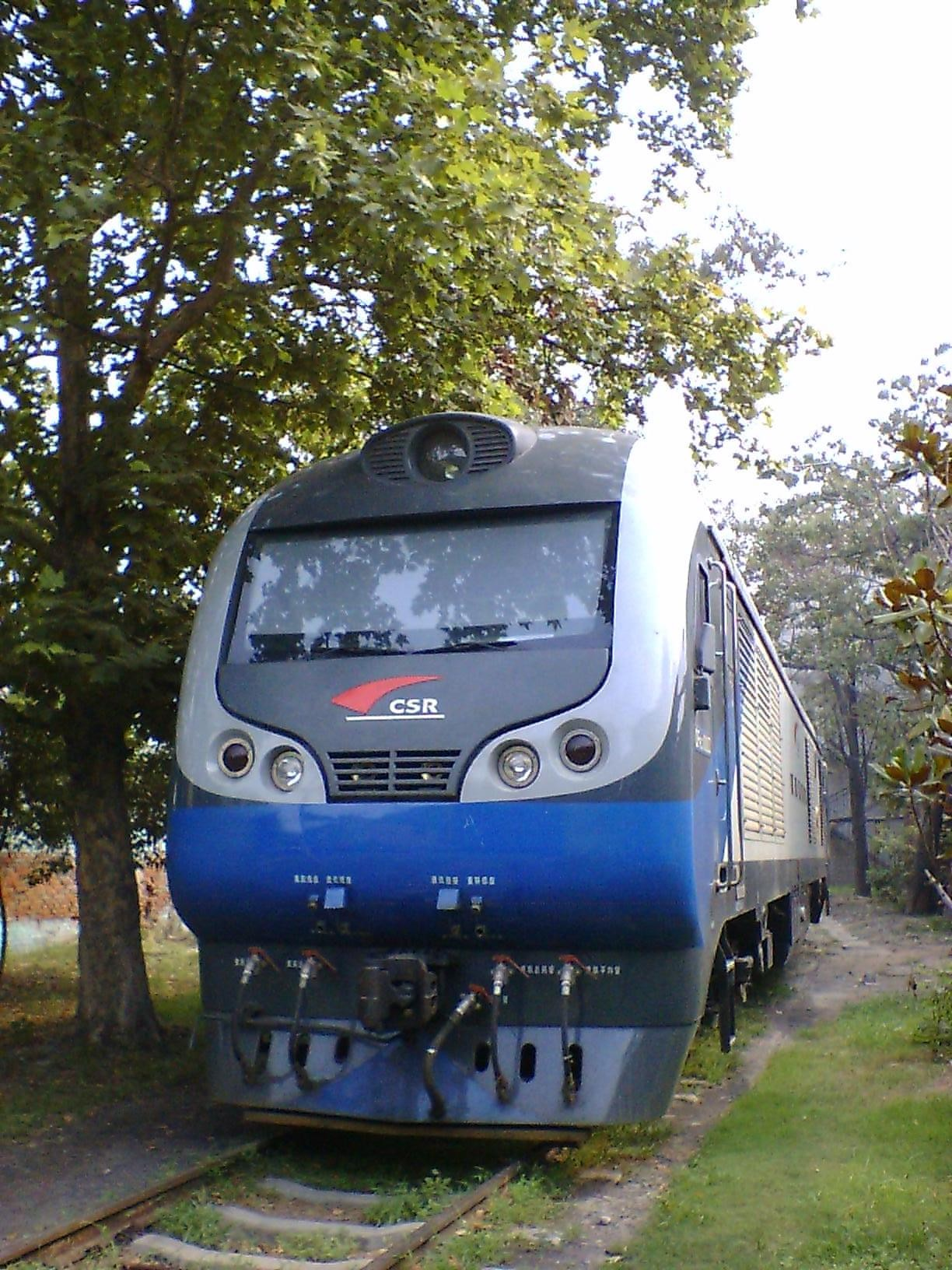
东风8CJ型0003号机车

东风8CJ型柴油机车是交流传动重载货运柴油机车，是由戚墅堰机车车辆厂联合株洲电力机车研究所等单位，根据1997年5月原中国铁路机车车辆工业总公司与铁道部科技司签订的“交流传动内燃机车研制”合同，及2000年铁道部科技研究开发计划中的项目“5800马力交流传动内燃机车的研制”，以实现在繁忙干线开行最高速度90公里/小时、5000吨重载列车的目标而设计。1999年9月开始研制，2000年7月4日方案设计评审会后，决定将柴油机的装车功率提高到4410千瓦（6000马力），最大运用速度提高到了120公里/小时，满足开行120公里/小时快捷货运列车的需要。
2001年9月完成了设计，2003年3月试制完成首台东风8CJ-0001号机车，命名为“霞光”。这台机车于2003年3月至7月在北京环行铁道试验基地和北京铁路局管内京承铁路、丰沙铁路及大秦铁路上，进行了称重、动力学、制动、牵引及交流特性和交流传动系统及防空转、防滑行性能进行了试验。试验完成后配属上海铁路局南翔机务段，在沪宁铁路牵引重载货物列车进行80万公里运用考核。2004年7月，机车赴新疆乌鲁木齐铁路局乌鲁木齐机务段鄯善折返段进行了高温冷却能力试验。2004年底返回戚墅堰机车车辆厂拆检后封存。东风8CJ型柴油机车在2005年5月10日通过中国南方机车车辆工业集团公司的科技成果鉴定。

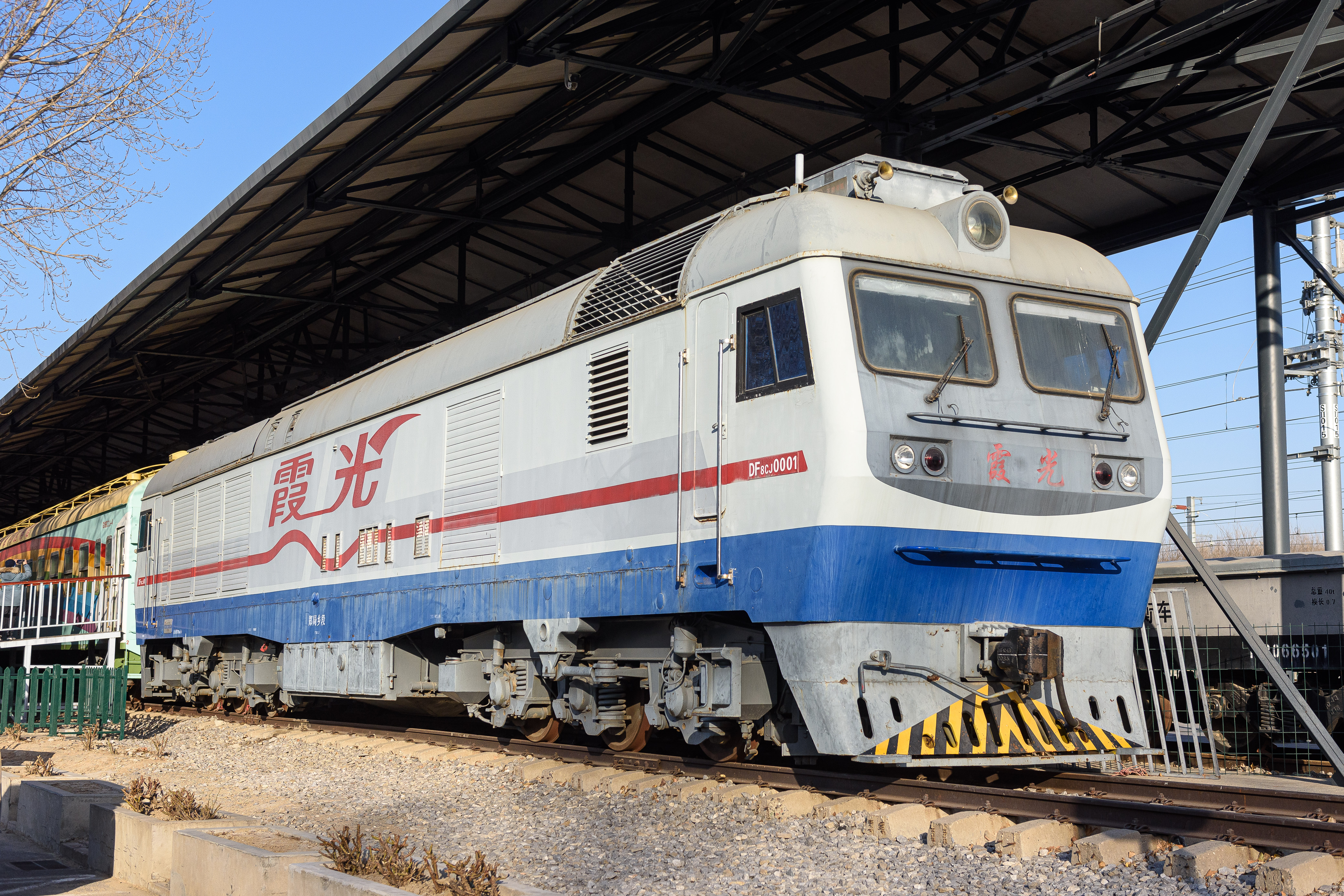
保存在中国铁博东郊馆区室外展区的“霞光”机车

经改进设计后，戚墅堰机车车辆厂于2005年再生产了两台改进型东风8CJ型机车（DF8CJ-0002、0003）。新机车加装了重联控制装置，并参考东风11G型柴油机车的外观修改了车体设计。但由于铁道部没有接收，两台机车一直存放在戚墅堰机车厂，至2006年末由铁道部出资购入，并于2007年2月连同0001号机车配属郑州铁路局新乡机务段运用。但是，由於其IGBT-VVVF模塊故障率高，加上零件短缺，所有機車已於2017年8月除籍。

## 技术特性
机车采用交—直—交流电传动系统，装用装车功率达4410千瓦（6000马力）的16V280ZJB（R16V280ZJ）型柴油机，由戚墅堰机车车辆厂与奥地利AVL公司合作开发；采用进口的庞巴迪公司IGBT交流传动牵引变流器及控制系统，最大运行速度120公里/小时，采用了双螺杆式风泵、电动式牵引电机通风机、无刷交流同步发电机、承载式燃油箱结构、全微机控制系统、MVB网络系统、交流辅机电传动系统、干式冷却系统、柴油机电子喷射控制系统、具有全功率自负荷试验功能的电阻制动系统等许多新技术。机车可满足单机牵引5000吨、最高时速90公里/小时重载货运的需要，也可满足最大速度120公里/小时的快捷货运列车需要。
试验结果显示，东风8CJ型机车性能表现理想。由于采用了交流传动，机车防空转、防滑行性能均良好、反应迅速，与传统的交—直流电传动机车相比，具有卓越的粘着利用性能；柴油机高转速工作时油耗率比东风8B型柴油机车约低4%。

## 参看
- NJ1型柴油机车
- 东风4DJ型柴油机车
- 东风8BJ型柴油机车
- 和谐3型内燃机车
- 和谐5型内燃机车